# Cocopa
Le cocopa est une langue yumane de la branche des langues Delta-Californie parlée dans le delta du Colorado, aux États-Unis, dans le Sud de l'Arizona et au Mexique, en Basse-Californie et dans l'État de Sonora.
La population ethnique est de 570 personnes.

## Phonologie

### Voyelles
|         | Antérieure    | Centrale      | Postérieure   |
| ------- | ------------- | ------------- | ------------- |
| Fermée  | i [i] iː [iː] |               | u [u] uː [uː] |
| Moyenne | e [e] eː [eː] |               | o [o] oː [oː] |
| Ouverte |               | a [a] aː [aː] |               |

### Consonnes
|               |               | Bilabiale | Dentale | Rétroflexe | Latérale | Palatale | Vélaire       | Uvulaire      | Glottale |
| ------------- | ------------- | --------- | ------- | ---------- | -------- | -------- | ------------- | ------------- | -------- |
| Occlusives    | Occlusives    | p [p]     | t [t]   | ṭ [ʈ]      |          |          | k [k] kw [kʷ] | q [q] qw [qʷ] | ʔ [ʔ]    |
| Fricatives    | Fricatives    |           | s [s]   | ṣ [ʂ]      |          | š [ʃ]    | x [x] xw [xʷ] |               | h [h]    |
| Affriquées    | Affriquées    |           | c [t͡ʃ]  |            | ɫ [ɫ]    | ɫy [ɫʲ]  |               |               |          |
| Nasales       | Nasales       | m [m]     | n [n]   |            |          | ny [ɲ]   |               |               |          |
| Liquides      | Liquides      |           | r [r]   |            | l [l]    | ly [lʲ]  |               |               |          |
| Semi-voyelles | Semi-voyelles | w [w]     |         |            |          | j [j]    |               |               |          |

- Allophones :
  - c varie entre [t͡ʃ] et [tʲ]

## Vocabulaire

### Mots d'emprunt
Comme de nombreuses langues du Mexique et du Sud-Ouest des États-Unis, le cocopa a emprunté un large vocabulaire à l'espagnol. Ces emprunts correspondent à des articles ou des notions occidentales introduits dans la culture cocopa.
| Français  | Cocopa    | Espagnol     |  | Français       | Cocopa   | Espagnol     |
| --------- | --------- | ------------ |  | -------------- | -------- | ------------ |
| Médecine  | mirsín    | medicina     |  | Ours           | ʔuːs     | oso          |
| Lait      | líc       | leche        |  | Farine         | ʔaríːn   | harina       |
| Parfum    | ʔawkolóːn | agua colonia |  | Dinde          | ʔurúc    | guajolote    |
| Bouteille | mutí      | botella      |  | Quatre juillet | kwatrxúl | cuatro julio |

Ces emprunts, assimilés à la langue cocopa peuvent donner lieu à des noms composés:
- nyalúːn - lundi, du cocopa, nya - jour et de l'espagnol, lunes - lundi.
- kikwáːy tur - taureau, du cocopa, kikwaːy - vache et de l'espagnol, toro - taureau.

Avec ces emprunts des phonèmes de l'espagnol ont été ajoutés à ceux du cocopa.
- [ð] - maskáð - soie, satin, écharpe, de l'espagnol, mascada.
- [v]  - ʔuːvs - raisins, de l'espagnol, uvas.
- [ŋ] - naráŋk[3] - orange, de l'espagnol naranja.